# Kabiyè (langue)
Pour les articles homonymes, voir Kabiyé.
Ne pas confondre avec le Kabyle, langue d’Algérie.
Le kabiyè (kabɩyɛ [kàbijɛ̀] en kabiyè) est une langue gour parlée principalement dans le Nord du Togo. C'est la langue des populations Kabiyè. Le XXe siècle a vu une émigration considérable vers le centre et le Sud du Togo ainsi qu'au Ghana et au Bénin. Selon le bureau des statistiques de Lomé, les locuteurs kabiyè comprennent plus que 23 % de la population togolaise. Ethnologue, se basant sur un rapport de SIL en 1998, estime que la population kabiyè s'élève à 700 000 résidents au Togo et 30 000 à l'étranger. Si l'on ajoute le taux de croissance annuelle estimative pour le Togo, à savoir 3,2 % par an, la population kabiyè atteindra 1,2 million dans le courant de l'an 2014.

## Statut
Le kabiyè est l'une des deux langues nationales du Togo (avec l'ewe). Dans le contexte togolais actuel, « langue nationale » décrit une langue qui est promue dans les médias nationales et, dans les écoles de l'État, est offerte comme matière facultative en 4e et en 3e en préparation pour le BEPC.

## Recherches linguistiques
Le missionnaire-linguiste Jacques Delord a publié la première grammaire descriptive du kabiyè en 1976 . Cette publication a été suivie par la grammaire descriptive de Kézié Lébikaza en 1999, ouvrage qui demeure la référence en linguistique kabiyè. Il existe également un dictionnaire kabiyè-français.

## Publications en kabiyè
Il existe environ 200 publications en kabiyè. Pour un inventaire jusqu'à l'an 2000, voir Pouwili, 1999.

## Wikipédia kabiyè
Le Wikipédia Kabiyè a vu le jour en juin 2014, une initiative de M. Gnasse Atinèdi, secrétaire de l'Académie kabiyè. Il contient actuellement (février 2020) 1 603 articles sur un éventail de thèmes internationaux.

## Phonologie

### Consonnes
|              |              | labiale | labiodentale | alvéolaire | rétroflexe | palatale | vélaire | labiovelaire | glottale |
| ------------ | ------------ | ------- | ------------ | ---------- | ---------- | -------- | ------- | ------------ | -------- |
| occlusive    | sourde       | p       |              | t          | ʈ          |          | k       | k͡p           |          |
| occlusive    | voisée       |         |              | d          |            |          |         |              |          |
| fricative    | sourde       |         | f            | s          |            |          |         |              | h        |
| fricative    | voisée       |         |              | z          |            |          |         |              |          |
| affriquée    | affriquée    |         |              |            |            | tʃ       |         |              |          |
| approximante | approximante |         |              | l          |            | j        |         | w            |          |
| nasale       | nasale       | m       |              | n          |            | ɲ        | ŋ       |              |          |

### Voyelles

#### Voyelles brèves
|           | antérieure   | antérieure   | postérieure | postérieure |
| --------- | ------------ | ------------ | ----------- | ----------- |
|           | non arrondie | non arrondie | arrondie    | arrondie    |
|           | -ATR         | +ATR         | -ATR        | +ATR        |
| fermée    | ɪ            | i            | ʊ           | u           |
| mi-fermée | ɛ            | e            | ɔ           | o           |
| ouverte   | a            |              |             |             |

#### Voyelles longues
|           | antérieure   | antérieure   | postérieure | postérieure | postérieure  | postérieure  |
| --------- | ------------ | ------------ | ----------- | ----------- | ------------ | ------------ |
|           | non arrondie | non arrondie | arrondie    | arrondie    | non arrondie | non arrondie |
|           | -ATR         | +ATR         | -ATR        | +ATR        | -ATR         | +ATR         |
| fermée    | ɪː           | iː           | ʊː          | uː          | ɯ̙ː           | ɯ̘ː           |
| mi-fermée | ɛː           | eː           | ɔː          | oː          | ɤː           | ʌː           |
| ouverte   | aː           |              |             |             | ɑː           |              |

Les voyelles longues postérieures non arrondies n'apparaissent qu'à la frontière des morphèmes.

### Tons
Le kabiyè est une langue à tons, ce qui signifie que les variations de hauteur musicale sur les mots joue un rôle distinctif. Ces oppositions peuvent être de nature lexicale (par exemple ɖálʋ́ frère ainé ~ ɖálʋ̀ vers intestinal) ou grammaticale (par exemple ɛ̀ɛ̀kɔ̀ŋ́ il ne vient pas ~ ɛ̀ɛ́kɔ̀ŋ̀ (lorsqu') il viendra ~ ɛ́ɛ̀kɔ́ŋ̀ s'il ne vient pas).
Il existe deux tons, Haut (H) et Bas (B). Six schèmes tonals sont possibles sur des substantifs mono- et dissyllabiques, à savoir /H, B, HB, BH, HBH, BHB/ et trois sur les formes impératives des verbes /H, B, HB/.
Le kabiyè comporte également le downstep automatique, processus selon lequel un ton H qui suit un ton B est toujours prononcé sur un registre inférieur par rapport au ton H précédent, et ceci jusqu'à la fin de la phrase phonologique. De nombreux processus tonals ont lieu une fois le mot est placé en contexte.
Le schème tonal /HBH/ se réalise toujours [H↓HH] ~ [HH↓H] (en fonction de la structure CV à laquelle il s'associe. Ceci est un processus postlexical qui a lieu partout où le contexte le permet, au sein de mots et à travers la frontière entre deux mots.
Il existe aussi un processus de propagation du ton B au sein du syntagme verbal et au sein du syntagme nominal associatif.

### Harmonie vocalique
Le kabiyè jouit d'un système d'harmonie vocalique, c'est-à-dire que la qualité de la voyelle d'un affixe se détermine par rapport à celle de la voyelle du radical. Il existe deux dimensions d'harmonie vocalique en kabiyè :
1. L'harmonie vocalique du trait ATR, selon laquelle des mots contiennent soit des voyelles -ATR /ɩ, ɛ, ʊ, ɔ, a/ (par exemple ɛ-ñɩmɩ́-yɛ sa clé) soit des voyelles +ATR /i, e, u, o, a/ (par exemple e-kalími-yé sa poule) ;
2. L'harmonie vocalique du trait Arrondi, selon laquelle certains affixes contiennent soit des voyelles non-arrondies /i, ɩ, e, ɛ/ soit des voyelles arrondies /u, ʊ, o, ɔ, a/. Ce processus est beaucoup plus limité, il a lieu dans certains suffixes TAM (par exemple è-kpéz-íɣ́ il tousse / è-ɖóz-ùù il rêve) et dans certains préfixes adjectivaux (par exemple kɩ́-kpɛ̀d-ʋ̀ʋ́ noir kʋ́-hʋ̀lʋ̀m-ʋ́ʋ̀ blanc).

Un nombre limité de préfixes subissent les deux types d'harmonie vocalique (par exemple le pronom sujet de la première personne du pluriel : pà-kàǹdà-á ils ont défendu, pà-kpàzá-à ils ont toussé, pɛ̀-wɛ̀ɛ́tà-à ils ont chuchoté, pà-ɖàzà-á ils ont rêvé, pɔ̀-cɔ́nà-à ils ont regardé).

## Orthographe
Les origines du kabiyè écrit remontent aux années 1930,,, mais c’est dans les années 1980 que le Comité de langue nationale kabiyè (maintenant l’Académie kabiyè), un organe du Ministère de l'Éducation togolaise, l’a standardisée sous l'impulsion de M. Balouki Têtouéhaki. Le kabiyè s’écrit en alphabet latin modifiée. L'inventaire des caractères est basé sur l’alphabet africain de référence. Une orthographe alternative, élaborée et promue par le R.P. Adjola Raphaël, est utilisée dans le milieu catholique.

### Consonnes et voyelles
| Minuscule | Majuscule | valeur phonétique | exemple  | sens               |
| --------- | --------- | ----------------- | -------- | ------------------ |
| a         | A         | [a]               | afa      | cochon             |
| aa        | AA        | [a:]              | caa      | père               |
| aɣ        | AƔ        | [ɑ:]              | haɣ      | chien              |
| b         | B         | [b]               | abalʋ    | homme              |
| c         | C         | [t͡ʃ]              | cɔzɔ     | grand père         |
| d         | D         | [d]               | hodo     | lundi              |
| ɖ         | Ɖ         | [ɖ]               | ɖalʋ     | frère ainé         |
| e         | E         | [e]               | egbele   | oncle maternel     |
| ee        | EE        | [e:]              | cee      | demain             |
| eɣ        | EƔ        | [ɤ:]              | aseɣɖe   | témoin             |
| ɛ         | Ɛ         | [ɛ]               | ɛvalʋ    | jeune lutteur      |
| ɛɛ        | EE        | [ɛ:]              | lɛɛlɛɛyɔ | maintenant         |
| ɛɣ        | ƐƔ        | [ʌ:]              | lɛɣ      | perdrix            |
| f         | F         | [f]               | fɛɖʋ     | guérisseur         |
| g         | G         | [ɡ]               | agoza    | premier sarclage   |
| gb        | Gb, GB    | [ɡ͡b]              | ɛgbam    | chasseur           |
| h         | H         | [h]               | habɩyɛ   | route              |
| i         | I         | [i]               | tikimiye | pilier             |
| ii        | II        | [i:]              | kiifezuu | qui ne respire pas |
| iɣ        | IƔ        | [ɯ̘:]              | siɣye    | tambour            |
| ɩ         | Ɩ         | [ɪ]               | wɩsɩ     | soleil             |
| ɩɩ        | ƖƖ        | [ɪ:]              | kɩɩlakʋ  | qui n'est pas fait |
| ɩɣ        | ƖƔ        | [ɯ̙:]              | pɩɣa     | enfant             |
| j         | J         | [d͡ʒ]              | ɛjaɖɛ    | pays               |
| k         | K         | [k]               | kɩlakʋ   | lézard             |
| kp        | Kp, KP    | [k͡p]              | kpou     | grenier            |
| l         | L         | [l]               | lidaʋ    | confiance          |
| m         | M         | [m]               | mʋtʋ     | pâte               |
| n         | N         | [n]               | neze     | grand'mère         |
| ñ         | Ñ         | [ɲ]               | ñɩtʋ     | herbe              |
| ŋ         | Ŋ         | [ŋ]               | heŋ      | plaies             |
| o         | o         | [o]               | poɖe     | butte              |
| oo        | OO        | [o:]              | ɖoo      | nuit               |
| ɔ         | Ɔ         | [ɔ]               | pɔtʋ     | moustiques         |
| ɔɔ        | ƆƆ        | [ɔ:]              | mɔɔyɛ    | os                 |
| p         | p         | [p]               | pele     | jeune fille        |
| r         | R         | [r]               | raadiyoo | radio              |
| s         | S         | [s]               | salaka   | prison             |
| t         | T         | [t]               | taɣ      | cour               |
| u         | U         | [u]               | cotu     | moutarde           |
| uu        | UU        | [u:]              | suu      | queue              |
| ʋ         | Ʋ         | [ʊ]               | pʋnʋ     | chèvre             |
| ʋʋ        | ƲƲ        | [ʊ:]              | pʋʋ      | montagne           |
| v         | V         | [v]               | ɛvalʋ    | jeune lutteur      |
| w         | W         | [w]               | wiyaʋ    | chef               |
| y         | Y         | [j]               | yaɖɛ     | œuf                |
| z         | Z         | [z]               | mɩzaɣ    | foyer              |

L'orthographe standard contient un taux assez élevé de polygraphie, puisque les cinq graphèmes obstruants voisés b, g, gb, v, j sont superflus du point de vue strictement phonémique.
Le graphème "r" est réservé pour les emprunts.

### Ton
L'orthographe standard du kabiyè ne marque pas les tons, sauf pour l'écriture de deux pronoms sujets qui sont des paires minimales de ton :
|                          | Phone   | Graphie | Sens      |
| ------------------------ | ------- | ------- | --------- |
| 3e personne du singulier | [ɛ̀ ~ è] | ɛ ~ e   | il ~ elle |
| 2e personne du pluriel   | [ɛ́ ~ é] | ɩ ~ i   | vous      |

### Ponctuation
Le trait d'union est employé dans l'orthographe standard pour distinguer entre des homophones. Il apparaît entre le pronom possessif et le nom au sein du syntagme nominal associatif, et entre le radical verbal et le pronom complément d'objet au sein du syntagme verbal, par exemple :
ɛsaŋ     [ɛzáŋ]     il loue
ɛ-saŋ   [ɛzáŋ]     ses douches
ɛsa-ŋ   [ɛzáŋ]     il t'a gratté

## Grammaire
Le kabiyè est une langue SVO. Le possessif précède le nom déterminé. Les adjectifs, les numéraux, les démonstratifs, les locatifs et les propositions subordonnées relatives suivent le nom déterminé.

### Classes nominales
Le kabiyè jouit d'un système de dix classes nominales. Les huit premières se présentent en paires de singuliers et de pluriels qu'on appelle parfois des genres. Il existe également certaines transcatégorisations. La classe 9 contient des indénombrables (feuilles, poussière, moustiques...), tandis que la classe 10 contient des liquides (lait, sang, huile...). Il existe d'autres tendances sémantiques (par exemple, les êtres humains en classes 1-2, les outils en classes 3-4), mais c'est loin d'être systématique. La classe de n'importe quel nom s'identifie par son suffixe nominal et par l'accord des autres éléments éventuels au sein de la phrase, tels les pronoms, les démonstratifs, les interrogatifs, les adjectifs, les déterminants et les numéraux de 1 à 5. Le tableau suivant donne un exemple d'une construction de type nom+déterminant pour chaque classe. Dans chaque cas, le suffixe nominal est séparé du radical par un trait d'union :
| classe | exemple        | traduction         |
| ------ | -------------- | ------------------ |
| 1      | hàl-ʋ́ nɔ̀ɔ́yʋ̀    | une certaine femme |
| 2      | hàl-áà nàbɛ́yɛ  | certaines femmes   |
| 3      | hàk-ʋ́ nàkʋ́yʋ̀   | une certaine houe  |
| 4      | hàk-ɩ́ŋ̀ nɩ̀ɩ́yɛ̀   | certaines houes    |
| 5      | sùmɑ̀-ɑ́ nàkɛ́yɛ̀  | un certain oiseau  |
| 6      | sùmá-sɩ̀ nàsɩ́yɛ̀ | certains oiseaux   |
| 7      | hɩ́-ɖɛ̀ nàɖɩ́yɛ̀   | un certain nom     |
| 8      | hɩ̀-lá nàáyɛ̀    | certains noms      |
| 9      | há-tʋ̀ nàtʋ́yʋ̀   | certaines feuilles |
| 10     | càlɩ́-m̀ nàbʋ́yʋ̀  | un certain sang    |

### Ouvrages généraux
- N. Alexandratos (dir.), World Agriculture Towards 2010 : An FAO Study, New York: Food and Agriculture Organization of the United Nations et John Wiley and Sons, 1995
- Kpatcha Alou, « Man-Kabɩyɛ kʋnʋŋ (Ma langue, le kabiyè) », Ɛbɛ Laba? La revue semestrielle du CLNK, no 8,‎ 1990, p. 2-3

- [Brungard 1932] Antoine Brungard, Taakayã kɔɔnɔŋga, Lomé, Mission Catholique, vicariat apostolique du Togo, 1932
- [Brungard 1937a] Antoine Brungard, Dictionnaire kabiyè-français, Lomé, Imprimerie ND de la providence, 1937
- [Brungard 1937b] Antoine Brungard, « Takayo Kiɖeɖea ta tom », dans Histoire Sainte, The holy book. Rome: La solidarité de St Pierre Claver, 1937
- Jacques Delord, Le kabiyè, Lomé, Institut national de la recherche scientifique, 1976
- Lewis, M. Paul, Gary F. Simons et Charles D. Fennig (éditeurs), Ethnologue : Languages of the World, Dallas, Texas, SIL International, 2013, 7e éd. (lire en ligne)
- Kézié Koyenzi Lébikaza, Grammaire kabiyè : une analyse systématique : phonologie, tonologie et morphosyntaxe, Cologne, Rüdiger Köppe, 1999
- (kbp) Thomas Marmor (dir.), Tɔm kpou kabɩyɛ-fransɩɩ (Dictionnaire kabiyè-français), Lomé, Comité de langue nationale kabiyè et SIL Togo, 1999
- Pouwili (mémoire de maîtrise), Entre l’oral et l’écrit : naissance de la littérature kabiyè, Lomé, université du Bénin (devenue université de Lomé), 1999
- David Roberts, « The development of written Kabiye and its status as one of the “national” languages of Togo », dans Daniel Ochieng Orwenjo et John Obiero Ogone, Language and politics In Africa: Contemporary issues and critical perspectives, Newcastle-on-Tyne, Cambridge Scholars Publishing, 2011 (présentation en ligne)
- [Roberts 2013] David Roberts, Parlons kabiyè : Togo, Paris, l’Harmattan, 2013, 362 p. (ISBN 978-2-343-00026-8, lire en ligne)

### Linguistique comparative
- Delord, Jacques (1988). Les Dialectes kabiyè : étude synoptique et comparative. Lomé: Université du Bénin (devenue université de Lomé).
- Delord, Jacques (1968). « Le Kauré de la Polyglotta Africana et le Kabrè d'aujourd'hui ». African Language Review 7.114-139.
- Padayodi, Cécile Mamalinani (1997). A Contrastive Analysis of Derivation in Kabiye and English Lexical Formation Processes. Lomé: université de Lomé. MA thesis.
- Tchazim, Essohouna Hyacinthe (1997). A comparative analysis of modifiers in English and Kabiye. Lomé : université du Bénin. Mémoire de maîtrise.

### Analyse du discours
- Karan, Mark E. (1983). « Comparaison entre les discours narratifs kabiyè et lukpa ». In éd. Jacques Nicole, Études linguistiques préliminaires dans quelques langues du Togo, 158-164. Lomé: Société internationale de linguistique.
- Marmor, Thomas W. (1980). A comparison of kabiye adult and child narrative discourse. Arlington, TX: University of Texas at Arlington. MA thesis.

### Contact des langues
- Pèrè-Kewezima, Essodina (1994). Linguistic interference: the case of the interference of Kabiyè into English. Lomé: Université de Lomé. Mémoire de maîtrise.

### Lexicologie
- Lébikaza, Kézié K. (1992). L'interférence des termes de parenté français dans le kabiyè des locuteurs natifs scolarisés. Afrikanistische Arbeitspapiere 32.65-84.
- Mouzou, Palakyém (2010). Terminologie linguistique français - kabiyè. Kara: Université de Kara. Mémoire de maîtrise.
- Mouzou, Palakyém (2011). Terminologie arithmétique en kabiyè. Lomé: Université de Lomé. Mémoire de DEA.
- Mouzou, Palayém (2015). Terminologie mathématique français - kabiyè. Lomé: Université de Lomé. Thèse de doctorat unique.
- Pèrè-Kewezima, Essodina (2004). Approche lexico-sémantique du système onomastique du kabiyè, langue gur du Togo. Lomé: Université de Lomé. Thèse de doctorat.
- Pèrè-Kewezima, Essodina (1996). L'onomastique kabiyè : lexicologie des anthroponymes. Lomé: Université de Lomé. Mémoire de DEA.
- Pèrè-Kewezima, Essodina (2007). Dynamique du lexique kabiyè. Sciences sociales et humaines, revue du C.A.M.E.S. Nouvelle Série B, 9:2.65-76.
- Pèrè-Kewezima, Essodina (2007). Les pratiques lexicographiques kabiyè: bilan et perspectives. Mosaïque, Revue interafricaine de philosophie, littérature et sciences humaines 7.55-75.
- Pèrè-Kewezima, Essodina (2007). Le discours de la déprécation en kabiyè (langue gur du Togo) : étude lexicométrique et sémantique. Annales de l'Université de Lomé, séries lettres et sciences humaines 27:1.43-55.
- Pèrè-Kewezima, Essodina (2008). Structuration du temps dans la langue kabiyè, de la notion de evemiye "journée" et ses macro-/microespaces : étude morpho-sémantique. in Mosaïque, revue interafriacaine de philosophie, littérature, et sciences humaines 8.1-13.
- Pèrè-Kewezima, Essodina (2010). La mémoire lexicale du concept d'esclave dans quatre langues togolaises : yom en kabiyè, yom en tem, yomg en moba et uyumbu en ncam. Geste et voix, revue scientifique de l'Université d'Abomey Calavi au Bénin 10.40-75.
- Pèrè-Kewezima, Essodina (2010). Contribution des systèmes de numération et monétaire des langues africaines à la maîtrise des concepts mathématiques en français par les élèves : le cas du kabiyè. Journal de le recherche scientifique de l'Université de Lomé, série lettres et sciences humaines Série B, 12:1.13-27.
- Pèrè-Kewezima, Essodina (2010). Problématique de la néologie dans les langues africaines : le cas du kabiyè. Geste et voix, revue scientifique de l'Université d'Abomey Calavi au Bénin 9.37-85.
- Pèrè-Kewezima, Essodina (2011). Lexical Categorisation and Cognitive Experience of Designating Colours in Kabiyè. Geste et voix (GEVOIX-BENIN), revue de l'Université d'Abomey Calavi au Bénin 12.2-21.
- Pèrè-Kewezima, Essodina (2012). Structure du calendrier kabiyè, ses sous-systèmes et son intérêt au plan acquisitionnel de la terminologie liée. Particip'Action, Revue interafricaine de littérature, linguistique et philosophie 4:1.169-189.
- Samah, Essossolam (1995). Structures du lexique kabiyè. Lomé: Université de Lomé. Mémoire de DEA.

### Morphologie
- Delord, Jacques (1974). Morphologie abrégée du kabrè (manuel à l'usage des classes secondaires). Dakar, Sénégal: Université de Dakar.
- Kassan, Balaïbaou Badameli (1984). Les systèmes des pronoms personnels en kabiyè. Lomé: Université du Bénin (devenue Université de Lomé).
- Kassan, Balaïbaou Badameli (1987). La morphologie du verbe kabiyè : les temps simple. Lomé: Université du Bénin (devenue Université de Lomé). mémoire de maîtrise.
- Kassan, Balaïbaou Badameli (2001). Morphologie des noms propres de personne en kabiyè. Journal de la Recherche Scientifique de l’Université de Lomé (Togo) 5:2.67–78.
- Kassan, Balaïbaou (2001). Des constructions prédicatives injonctives et interrogatives pour former des noms propres en Kabiyè. Annales de l’Université de Lomé, Séries Lettres 21:2.229-312.
- Lébikaza, Kézié K. (1996). Les locatifs relationnels en kabiyè; leurs propriétés sémantiques et morphosyntactiques. The Journal of West African Languages 26:1.103-119.
- Lébikaza, Kézié Koyenzi (1998). The item NA, a multifunctional syntactic relator. Annales de l’Université du Bénin - Séries Lettres 18.51-71.
- Lébikaza, Kézié Koyenzi (2003). Réanalyse : le trait locatif latent dans les substantifs et ses implications sématico-syntaxiques. In ed. Kézié Koyenzi Lébikaza, Actes du 3e Congrès mondial de linguistique africaine (Lomé 2000), 177–188. Cologne: Rüdige Köppe.
- Lébikaza, Kézié Koyenzi (2005). Deictic categories in particles and demonstratives in three Gur languages. In ed. Erhard F.K.  Voeltz, Typological Studies in Language Studies in African Linguistic Typology, 64, 229–249. Amsterdam, Philadelphia: John Benjamins.
- Pali, Tchaa (1999). Le syntagme adverbial et la fonction adverbiale en kabiyè. Lomé: University of Lomé. Mémoire de maîtrise.

### Phonologie
- Delord, Jacques (1966). Nasale préposée dans les noms kabrè. Bulletin de l'Institut Fondamental de l'Afrique Noire (IFAN) 28:1-2.476-480.
- Goss, Nisha Merchant & Amanda R. Doran (2003). Voicing of stops in Kabiye. MIT (Massachusetts Institute of Technology) working papers in linguistics 45.131–145.
- Lébikaza, Kézié Koyenzi (1989). L'alternance consonantique et le problème de l'interaction entre traits segmentaux et suprasegmentaux en kabiye. Afrikanistische Arbeitspapiere 19:147-163.
- Padayodi, Cécile M. (2010). A revised phonology of Kabiye segments and tones. Arlington, TX: University of Texas at Arlington. PhD dissertation
- Pèrè-Kewezima, Essodina (2009). Essai d'analyse contrastive des phonèmes du kabiyè et de l'anglais. Annales de l'Université de Lomé (Série Lettres et Sciences Humaines) 29:2.77-85.

### Sociolinguistique
- Delord, J. (2000). La langue kabiyè et ses divers aspects : correspondance avec le Comité de Langue Nationale Kabiyè. Lomé: Éditions Haho.
- Essizewa, Komlan E. (2006). A Sociolinguistic Survey of Language Contact in Togo: a Case Study of Kabiye and Ewe. Journal of West African Linguistics 33:1.35-51.
- Essizewa, Komlan E. (2007). Language Contact Phenomena in Togo: A Case Study of Kabiye-Ewe Code-switching. In ed. Doris Payne & Jaime Pena, Selected Proceedings of the 37th Annual Conference on African Linguistics, 30-42. Somerville: Cascadilla Proceedings Project.
- Essizewa, Komlan Essowe (2007). Sociolinguistic aspects of Kabiye-Ewe bilingualism in Togo. New York: New York University. PhD dissertation.
- Essizewa, Komlan E. (2009). The Vitality of Kabiye in Togo. Africa Spectrum 44:2.53-76.
- Marmor, Thomas W. (1979). Enquête sur le langage des enfants kabiyè. Lomé : ministère de l'Éducation nationale et de la Recherche scientifique, Institut national de la recherche scientifique.

### Syntaxe
- Collins, Chris & Komlan E. Essizewa (2007). « The syntax of verb focus in Kabiye ». In ed. Doris Payne & Jaime Peña, Selected Proceedings of the 37th Annual Conference on African Linguistics, 191-203. Somerville, MA: Cascadilla Proceedings Project.

### Orthographe
- [Roberts 2008a] David Roberts (thèse de doctorat (INALCO, Paris)), L’orthographe du ton en kabiyè au banc d’essai, Villeneuve d’Ascq, Atelier national de reproduction des thèses, 2008 (lire en ligne)
- [Roberts 2008b] David Roberts, « The Two Kabiye Orthographies: A Sociolinguistic and Linguistic Comparison », Written Language & Literacy, no 11:1,‎ 2008, p. 49-72 (lire en ligne)
- Roberts, David (2010). Hidden morpheme boundaries in Kabiye: a source of miscues in a toneless orthography. Writing Systems Research 2:2.139–153.
- Roberts, David & Steven L. Walter (2012). Writing grammar rather than tone: an orthography experiment in Togo. Written Language & Literacy 15:2.226-253.
- Roberts, David (2010). Exploring written ambiguities can help assess where to mark tone. Writing Systems Research 2:1.25-40.
- Roberts, David (2013). A tone orthography typology. In ed. Susanne R. Borgwaldt & Terry Joyce, Typology of Writing Systems, 85-111. Amsterdam: John Benjamins.

### Tonologie
- Delord, Jacques (1968). Sur le kabrè du Togo - jeux de tons. Bulletin de l'IFAN 30b:7.256-269.
- Essizewa, Komlan E. (2003). Aspects of Kabiye tonal phonology and implications for the correspondence theory of faithfulness. MIT working papers in linguistics, Cambridge MA 45.35-47.
- Kassan, Balaïbaou Badameli (2000). De l'influence du ton consécutif dans les formes de l'aoriste en kabiyè. Cahiers voltaïques / Gur Papers 5.13-22.
- Roberts, David (2002). Les classes tonales du verbe en kabiyè: Université de la Sorbonne nouvelle, Paris III. Mémoire de maîtrise.
- Roberts, David (2003). La tonologie des préfixes de modalité en kabiyè: Université de la Sorbonne nouvelle, Paris III. Mémoire de DEA.
- Roberts, David (2003). Tone spreading in the Kabiye associative noun phrase. Cahiers voltaïques / Gur Papers 6.95-100.
- Roberts, David (2004). Tonal processes in the Kabiye verb phrase. Paper presented at the 24th West African Linguistics Congress, 1–6 August 2004, University of Ibadan, Nigeria.

### Système verbal
- Kassan, Balaïbaou Badameli (1996). Système verbal et énonciation en kabiyè. Paris: Université de la Sorbonne Nouvelle, Paris III. Thèse de doctorat.
- Kassan, Balaïbaou Badameli (1989). Aperçu sur le système verbal du kabiyè (Togo). Paris: Université de la Sorbonne nouvelle Paris III. Mémoire de DEA.
- Lébikaza, Kézié K. (1998). Les verbes à arguments prééminents et arguments symétriques, et la forme stimuli-passive en kabiyè. Gur papers / Cahiers voltaïques 3.63-76.
- Lébikaza, Kézié K. (2000). Les contraintes exercées par les propriétés sémantiques des verbes dans la dérivation et au niveau des catégories TAM. Cahiers voltaïques / Gur Papers 5.103-114.
- Lébikaza, Kézié Koyenzi (1996). L'aspect, la référence temporelle et le processus de grammaticalisation dans les langues du gurunsi oriental (kabiye, tem, lamba, dilo). Afrika und Ubersee 79:1.37-56.
- Roberts, David (2013). La conjugaison des verbes en kabiyè, une langue du Togo : tableaux-types, règles d’emploi et index kabiye-̀ français français-kabiyè des verbes. Paris: Harmattan.
- Rongier, Jacques (1987). Quelques aspects du système verbal en kabiyè. Lomé: Ministère de l'éducation nationale et de la recherche scientifique, Université du Bénin.

### Ouvrages en kabiyè

#### Proverbes
- Batchati, Bawubadi (1997). Culture kabiyè à travers ses proverbes, volume 1. Kara: SIL-Togo.
- Batchati, Bawubadi (2003). Culture kabiyè à travers ses proverbes, volume 2 : « du temps où les animaux parlaient ». Kara: SIL-Togo.
- Samah, K. Essosolim (2021). La place des animaux dansla culture kabiyè. Lomé: Editions Awoudy.
- Samah, K. Essosolim (2021). Le patrimoine culturel kabiyè. Lomé: Editions Awoudy.

#### Contes
- AFASA (1998). Mʋya takayaɣ. In Livre de contes. Folktales. Kara: Association des femmes pour l'alphabétisation, la santé et les activités génératrices de revenus.
- Kamuki, S. Abalo (1982). Kabɩyɛ mʋya. (Contes kabiyè, Kabiyè folktales). Kara: Ministère des affaires sociales et la condition féminine avec le concours de la SIL.
- Kijeu, Tomasi & Kémarè Borone (1983). Yaɣdɛ sɔsaa tɔm (L'histoire des aïeux de Yadè. Stories of the old men of Yadè). Kara, Togo: Comité régional de langue kabiyè, SIL-Togo.
- MAS (1983). Kabɩyɛ mʋya. In (Contes kabiyè. Kabiyè folk-tales). Kara: Commission régionale de langue kabiyè du ministère de la santé publique et des affaires sociales avec le concours de la SIL.

#### Poésie
- Baza, Mao (1989). Kabɩyɛ koosi. In Poèmes kabiyè. Kabiye poems. Kara: Commission régionale de langue nationale.

#### Santé
- AFASA (1996). Aseɣɖe takayaɣ : halaa kʋdʋmɩŋ tɔm (ed.) Témoignages sur la santé des femmes. Testimonies about women's health issues. Kara, Association des femmes pour l'alphabétisation, la santé et les activités génératrices de revenus.
- MAS (1987). Ɛzɩma pɛfɛkɩ kɩcɩkpʋʋ (Comment soigner une plaie. How to treat a wound). Kara: Commission régionale de langue kabiyè du ministère des affaires sociales et de la condition féminine avec le concours de la SIL.
- MAS (1989). Pɔtʋ kʋdɔŋ. (Le paludisme. Malaria). Kara: Commission régionale de langue kabiyè du ministère des affaires sociales et de la condition féminine avec le concours de la SIL.
- Tchala, Biyadema (1984). Mbʋ ɖɩla nɛ ɖalaa ɛtaakpa-ɖʋ yɔ. (Traduction et adaptation en kabiyè de la brochure "Comment éciter les ascaris" avec la permission de l'atelier de matériel pour l'animation, Yaoundé, Cameroun (ed.) Piyaɣtɛma Calaa. How to avoid getting worms. Kara: Commission régionale de langue kabiyè du ministère de la santé publique des affaires sociales et de la condition féminine avec le concours de l'agence canadienne de développement international et le ministère canadien des affaires internationales intergouvernementales.
- Walla, Agba (1984). Ɖɩla we nɛ wɩsɩ kʋdɔŋ ɛtaakpa-ɖʋ. (Comment éviter le paludisme. How to avoid malaria). Kara: Commission régionale de langue kabiyè.
- Walla, Agba (1987). Ɛzɩma pɛfɛkɩ kicikpuu yɔ. (Comment soigner une plaie. How to dress a wound). Kara: Commission régionale de langue kabiyè.
- AFASA (1996). Dɩla ɛzɩma nɛ kahʋyaɣ ɖɩɣ. In Comment faire pour arrêter la diarrhée. Kara: Association des femmes pour l'alphabétisation, la santé et les activités génératrices de revenus.

#### Agriculture
- MAS (1974). Pɩsatʋ haɖaʋ Togo taa. (La culture cotonnière au Togo. Cotton farming in Togo). Lomé: Ministère de la santé publique et des affaires sociales.
- Atamon, Essi (2001). kpaŋgbandɩɖɛ. (L'arbre "Moringa". The Moringa tree). Kara: AFASA.

#### Bible
- Adjola, R.N. (1997). Takayaɣ Kiɖeɖea (Bible en kabiyè). Kinshasa: Verbum Bible.
- ABT (1997). Nɔɔ haʋ kɩfam takayaɣ (Nouveau testament en kabiyè. Kabiye New Testament). Lomé: Alliance Biblique du Togo.

#### Tracts politiques
- PNUD (2003). Ɛbɛ yɔɔ Sjɛya Kigbɛndʋʋ ŋgbɛyɛ (ONU) ɖʋwa se ɖɩlakɩ tʋma naayɛ pɩŋzɩ kuoku taa se pɩsɩna kedeŋga kpeekpe huu nʋmaʋ taa ? (Pourquoi l'ONU entreprend certains travaux pour la promotion de l'humanité entière dans une période de mille ans ?: Programme des Nations unies pour le développement.
- RPT (date inconnue). Ŋkpɛyɛ RPT taa-tʋ Takayaɣ kȋsȋnɣ. (Le livre du partisan du RPT. The RPT supporter's booklet).
- UNICEF (date inconnue). Tɔm siŋŋ susuu : mbʋ pʋmʋnaa se ɛyʋ ɛtɩlɩ nɛ ɛcaɣnɩ fezuu camɩyɛ yɔ (La proclamation d'une vraie parole : ce que l'homme doit savoir pour vivre bien. The proclamation of the truth : what people need to know to live well). Lomé: Imprimerie de l'alphabétisation.

#### Tractes religieux
- ABT (1988). Anɩ lɛ Yeesu ? (Qui est Jésus ? Who is Jesus?) Lomé: Alliance Biblique du Togo.
- ABT (2005). Ɖɩkpɛlɩkɩ Ɛsɔtɔm takayaɣ taa (Apprenons dans la Bible. Let's learn about the Bible) Lomé: Éditions cité, Alliance biblique du Togo.

#### Romans
- Azoti, S.B. (2008). Paamaala : suye maɖʋ sɔsɔ. Kara: AFASA (Association des Femmes pour Alphabétisation, la Santé et les Activités génératrices de revenus).

#### Alphabétisation
- MAS (1995). Nakaa tɛ : Kɔɔnaɣ takayaɣ (Chez Naka : syllabaire kabiyè, 1er volume. At Naka's house : kabiyè primer, part 1). Kara: Commission régionale de langue kabiyè et SIL.
- MAS (1984). Nakaa nɛ Kpacaa : takayaɣ kɩkɛlaɣ (Naka et Kpatcha : syllabaire kabiyè, 2e livre. Naka and Kpacha : kabiye primer, book 2). Kara: Commission régionale de langue kabiyè du ministère de la santé publique, des affaires sociales et de la condition féminine avec le concours de la SIL.

#### Matériaux pédagogiques
- AFASA (1996). ABC kabɩyɛ tɔm masɩ. In Abcédaire en langue kabiyè. Kabiye ABC booklet. Kara: Association des femmes pour l'alphabétisation, la santé et les activités génératrices de revenus.